# Zaporizhstal

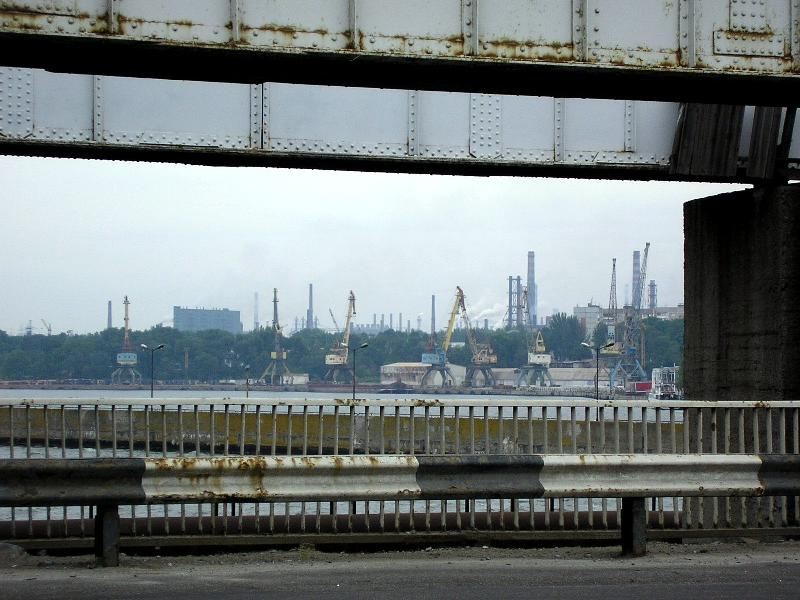
La Zaporizhstal desde la Estación Hidroeléctrica Dniéper.

Zaporizhstal es el cuarto mayor productor de acero de Ucrania con una capacidad anual de 4.500.000 toneladas de acero, 3.300.000 toneladas de arrabio, 4.100.000 toneladas de productos finalizados de acero, y está en el número cincuenta y cuatro de la lista mundial de productores. La compañía es la única fabricante de Ucrania de láminas de acero enrolladas en frío, usadas en la fabricación de automóviles, así como de hojalatas y acero pulido inoxidable y aleado. Zaporishtal está situada en la ciudad de Zaporizhia, en una región con la mayor producción de electricidad per cápita de Ucrania, con suministradores de materias primas y consumidores de acero (empresas de construcción de maquinaria y tuberías). Fue empresa soviética
Esta fábrica de acero destaca por seguir produciendo acero (a fecha de 2024) utilizando los antiguos hornos de hogar abierto, que debido a su lento funcionamiento se volvieron obsoletos a escala industrial en la década de 1970.

## Historia
La empresa fue construida en los años 1931-1933. durante la industrialización de la URSS y comenzó a trabajar el 16 de noviembre de 1933.
A principios de 1937, la planta era la empresa metalúrgica más grande de la URSS.
Después del inicio de la guerra, aquí comenzó el desarrollo de la fundición y laminación de placas de blindaje, pero debido al acercamiento de la línea del frente a la ciudad en agosto de 1941, la planta fue evacuada a Magnitogorsk.
Después de la liberación de Zaporozhye de la ocupación alemana en octubre de 1943, comenzó la restauración de la planta, en la que participaron 120 empresas de toda la URSS.
En 1947 se restauró la primera parte de la planta y el 27 de septiembre de 1947 la planta fabricó sus primeros productos.
En 2003, la compañía produjo 4,355.000 toneladas de acero en bruto (porción del mercado del 12%)  y 3,625.000  toneladas de productos finalizados de acero. Exportó a cincuenta y nueve países, que fueron el 70% de las ventas de 2003, con China, los países de Oriente Medio y los países de la CEI, como mejores clientes.

## Propiedad
Eduard Shifrin, cofundador con Alex Shnaider del Grupo Midland (una empresa "hólding" con base en  Guernsey con intereses en el acero, construcción de navíos, inmuebles, agricultura y deportes de motor (Midland F1 Racing), tienen el control de la productora privatizada de acero Zaporizhstal.
Desde 2013, el holding ucraniano Metinvest se convirtió en propietario total de la planta.

## Medio ambiente
Zaporizhstal es conocida como la empresa ucraniana más contaminante. Sus sustancias contaminantes superan tres veces lo admisible por las normas, según el periódico Zaporizhia Pravda.
En 2023, la empresa Zaporizhstal entró merecidamente en el Top 200 de empresas por ingresos para 2022, lo que indica su exitosa actividad y su importante contribución a la economía mundial.